# Chhena
Chhena (Hindi: छेन) ou em Oriya: ଛେନ) ou Chhana (Bengali: ছানা) é um queijo fresco, não amadurecido, amplamente usado na Índia e Bangladesh. Um queijo úmido e quebradiço, parecido com o paneer, é usado em sobremesas bem como para a rásgula (prato indiano á base de chhena, semolina e xarope de açúcar).
É confeccionado com um processo similar ao paneer, exceto que não é pressionado por muito tempo.
Muito popular em Orissa e Bengala. Feito de leite de búfalo d´água domesticado. As referências mais antigas deste queijo datam de 1400 a.C.
Em Orissa, o processo típico de fabricação é como o da ricota: o leite é fervido e então coalhado com um pouco de soro de leite. e a coagulação resultante é coletada e envolvida em gaze, apertado e esmagado, até ficar com consistência firme. A textura é então amassada, a fim de obter consistência muito macia e suave. Orissa é famosa por sobremesas que levam chhena, como a rásgula, o "rasaballi", o "kheeri" de chhena e o "poda" de chhena. Chhena é consumido por pessoas intolerantes à lactose.